# Masao Kiba
Masao Kiba (Hyogo, 6 september 1974) is een voormalig Japans voetballer.

## Carrière
Masao Kiba speelde tussen 1993 en 2010 voor Gamba Osaka, Avispa Fukuoka, Valiente Toyama, MIO Biwako Kusatsu en Customs Department FC.